# 邁克·魯治爾
邁克·魯治爾（義大利語：Michele Ruzzier，1993年2月9日—），意大利籃球運動員，在場上的位置是控球後衛。他現在效力於意大利籃球聯賽球隊Reyer Venezia Mestre。